# Jakob Kreuzer
Jakob Kreuzer (* 15. Jänner 1995) ist ein österreichischer Fußballspieler auf der Position eines Stürmer.

## Karriere
Kreuzer begann seine Karriere beim SV Hallwang. Danach wechselte er in die AKA Ried. Sein Debüt für die Bundesligamannschaft gab er am 2. Spieltag 2013/14 im Spiel gegen den Wolfsberger AC. 2015 wurde er Kooperationsspieler der Union Gurten. Sein Debüt für Gurten gab er im ÖFB-Cup 2015/16-Spiel gegen den SV Grödig. Er schoss in diesem Spiel das Siegtor und Gurten zog damit erstmals in die zweite Runde ein.
Zur Saison 2016/17 wechselte er zum Zweitligisten FC Blau-Weiß Linz, wo er einen bis Juni 2017 gültigen Vertrag erhielt.
Zur Saison 2018/19 kehrte er zum Regionalligisten Union Gurten zurück, bei dem er aktuell (Stand: Mai 2025) in seiner siebenten Saison in Folge im Einsatz ist.